# Donacoscaptes aculeata
Donacoscaptes aculeata är en fjärilsart som beskrevs av George Francis Hampson 1903. Donacoscaptes aculeata ingår i släktet Donacoscaptes och familjen Crambidae. Inga underarter finns listade i Catalogue of Life.